# Slå katten af tønden

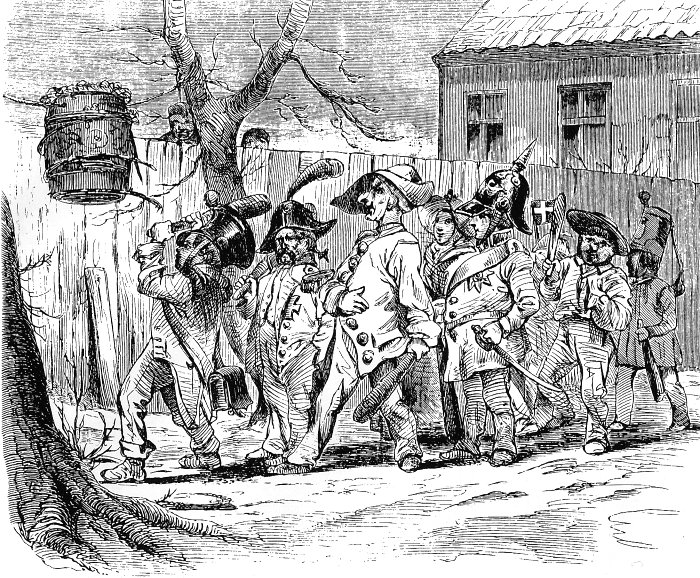
Illustration aus der dänischen Zeitschrift Illustreret Tidende 1860

Slå katten af tønden (deutsch: Katzenschlagen oder Tonnenschlagen, wörtlich: "die Katze aus der Tonne schlagen") ist ein im dänischen Fasching (dänisch Fastelavn, aus dem Plattdeutschen Fastelavend) verwendeter Brauch. Dabei schlagen Kinder der Reihe nach mit einer Holzkeule auf ein aufgehängtes, mit Süßigkeiten gefülltes Fass. Wer den Boden aus dem Fass schlägt, wird zur Katzenkönigin gekrönt, und wer die letzte Daube herunterschlägt, ist der Katzenkönig. Oft wird auch ein Preis für das beste Kostüm erteilt. Mitunter wird ein Tonnenschlagen auch für Erwachsene veranstaltet; dann werden ein kräftigeres Fass und eine größere Keule verwendet. Faschingsfässer sind eine Hauptbeschäftigung für die wenigen übrigen dänischen Küfer.
Slå katten ist auch im ehemaligen dänischen Schonen und in Südschleswig, zum Beispiel in Flensburg, bekannt.
Es wird vermutet, dass der Brauch aus Holland stammte und sich von den niederländischen Bauern, die König Christian II. nach Amager einführte, verbreitete. Auf der Insel Amager bei Kopenhagen ist das Tonnenschlagen heute noch ein Spiel für Erwachsene, die zu Pferd und in Volkstrachten gekleidet das Fass herunterschlagen, ein Vorgang, der dem Ringreiten ähnelt.
Früher befand sich eine lebende Katze im Fass. Dies ging auf einen in ganz Europa verbreiteten Volksglauben zurück, nachdem eine Stadt die Pest vermeiden konnte, wenn Katzen umgebracht wurden.
Angeblich veranlasste ein dänischer Pastor in den 1830er Jahren, dass man auf das Brauchtum mit der lebendigen Katze verzichtete. Der späteste Beleg vom Brauch einer lebendigen Katze ist von Reersø, einem abgelegenen Küstenort auf Seeland, in den 1880er Jahren, jedoch ließ man die Katze meistens laufen, sobald der Boden aus dem Fass geschlagen war.